# São Pedro do Sul, Bồ Đào Nha
São Pedro do Sul là một huyện thuộc tỉnh Viseu, Bồ Đào Nha. Huyện này có diện tích 349 km², dân số thời điểm năm 2001 là 19083 người.